# 纖維桿菌門
纖維桿菌門（Fibrobacteres）是一類革蘭氏陰性細菌，只包括纖維桿菌屬（Fibrobacter）一個屬。
纖維桿菌屬生活在反芻動物的瘤胃中，在其細胞周質中有纖維素酶可以分解纖維素使動物能夠吸收。

## 纲
- Chitinispirillia Sorokin et al. 2016
- Chitinivibrionia Sorokin et al. 2014
- 纤维杆菌纲 Fibrobacteria Spain et al. 2012